# Agustín Eyzaguirre
Agustín Manuel de Eyzaguirre y Arechavala, čilenski politik, * 3. maj 1776, Santiago, Čile, † 19. julij 1837, Santiago.
Eyzaguirre je bil predsednik Čila med letoma 1826 in 1827.